# Зиемельблазма (станция)
Зие́мельбла́зма (латыш. Ziemeļblāzma — «северное сияние») — железнодорожная станция в Риге, в микрорайоне Вецмилгравис, на электрифицированной линии Земитаны — Скулте. Открыта в 1933 году; первоначально называлась Ри́нужи. Современное название станция носит с 1939 года.
По железнодорожному полотну в районе станции Зиемельблазма проходит граница между городскими микрорайонами Вецмилгравис и Трисциемс.

## Описание
Станция расположена в 13 км от главного вокзала Рига-Пассажирская. От станции имеется подъездной путь к нефтяному терминалу и порту «Ринужи», а также подъездной путь к судоремонтному заводу.
На станции останавливаются все пригородные поезда, курсирующие по линии.
В 2013 году перроны станции были перестроены, установлены новые столбы с освещением, а посадка и высадка пассажиров обоих направлений теперь осуществляется на первой платформе. Вторую платформу демонтировали.[уточнить]